# Rialto (Califòrnia)
Rialto és una població dels Estats Units a l'estat de Califòrnia. Segons el cens del 2005 tenia 93.284 habitants.

## Demografia
Segons el cens del 2000, Rialto tenia 91.873 habitants, 24.659 habitatges, i 20.516 famílies. La densitat de població era de 1.622 habitants/km².
Dels 24.659 habitatges en un 52,8% hi vivien nens de menys de 18 anys, en un 57,6% hi vivien parelles casades, en un 18,6% dones solteres, i en un 16,8% no eren unitats familiars. En el 13,4% dels habitatges hi vivien persones soles el 5,4% de les quals corresponia a persones de 65 anys o més que vivien soles. El nombre mitjà de persones vivint en cada habitatge era de 3,69 i el nombre mitjà de persones que vivien en cada família era de 4,01.
Per edats la població es repartia de la següent manera: un 37,7% tenia menys de 18 anys, un 10,4% entre 18 i 24, un 29,1% entre 25 i 44, un 16,4% de 45 a 60 i un 6,4% 65 anys o més.
L'edat mediana era de 26 anys. Per cada 100 dones de 18 o més anys hi havia 90,7 homes.
La renda mediana per habitatge era de 41.254 $ i la renda mediana per família de 42.638 $. Els homes tenien una renda mediana de 34.110 $ mentre que les dones 26.640 $. La renda per capita de la població era de 13.375 $. Entorn del 13,8% de les famílies i el 17,4% de la població estaven per davall del llindar de pobresa.

## Poblacions properes
El següent diagrama mostra les poblacions més properes.